# Apistoloricaria
Apistoloricaria es un género de peces de la familia Loricariidae en el orden de los Siluriformes.

## Especies
Las especies de este género son:
- Apistoloricaria condei Isbrücker & Nijssen, 1986
- Apistoloricaria laani Isbrücker & Nijssen, 1988
- Apistoloricaria listrorhinos Isbrücker & Nijssen, 1988
- Apistoloricaria ommation Isbrücker & Nijssen, 1988